# Všímary
Všímary (německy Schimern) jsou zaniklá vesnice v okrese Český Krumlov v Jihočeském kraji. Stávala v Šumavském podhůří asi tři kilometry severozápadně od Malšína.

## Název
Název vesnice může být odvozen z osobního jména Všemír, byť to nelze z historických pramenů ověřit, a německý tvar Schemern/Schimern vznikl ze jména českého. V historických pramenech se název vsi objevuje ve tvarech: Wssimary (okolo roku 1500), Všímary (1544), Ssemany (1616), Schemern (1720), Schemmern (1789), Schimern (1841) a Všímary nebo německy Schimern (1923).

## Historie
První písemná zmínka o vesnici pochází z doby okolo roku 1500.

## Obyvatelstvo
|           | 1869 | 1880 | 1890 | 1900 | 1910 | 1921 | 1930 | 1950 |
| --------- | ---- | ---- | ---- | ---- | ---- | ---- | ---- | ---- |
| Obyvatelé | 57   | 84   | 63   | 68   | 58   | 54   | 65   | 12   |
| Domy      | 9    | 12   | 12   | 12   | 12   | 11   | 12   | 7    |

## Obecní správa
Vesnice stávala v katastrálním území Horní Dlouhá. Při sčítání lidu v letech 1869–1910 byla osadou obce Ostrov v okrese Kaplice, v letech 1921 a 1930 patřila k obci Horní Dlouhá a roku 1950 znovu k Ostrovu. V dalších letech Všímary jako místní část zanikly.